# Enugu Challenger 1986
L'Enugu Challenger 1986 è stato un torneo di tennis facente parte della categoria ATP Challenger Series nell'ambito dell'ATP Challenger Series 1986. Il torneo si è giocato a Enugu in Nigeria dal 17 al 23 febbraio 1986 su campi in cemento.

## Vincitori

### Singolare
Marcel Freeman ha battuto in finale  Tony Mmoh con il punteggio di 3–6, 7–5, 6–0

### Doppio
Stanislav Birner /  Charles Buzz Strode hanno battuto in finale  Brett Buffington /  Ted Erck con il punteggio di 6–4, 7–6